# District de Gaoping
Pour les articles homonymes, voir Gaoping (homonymie).
Le district de Gaoping (高坪区 ; pinyin : Gāopíng Qū) est une subdivision administrative de la province du Sichuan en Chine. Il est placé sous la juridiction de la ville-préfecture de Nanchong.